# Strul (film, 2024)
Strul är en svensk kriminal- och komedifilm som hade premiär på strömningstjänsten Netflix 3 oktober 2024. Filmen är regisserad av Jon Holmberg som även skrivit manus tillsammans Tapio Leopold. Filmen är en ny version av filmen med samma namn från 1988.

## Handling
Filmen kretsar kring elektronikförsäljaren Conny Rundqvist som blir oskyldigt dömd för mord. Han uppmanas att göra det bästa av situationen men blir istället indragen i en stor kupp.

## Rollista (i urval)
- Filip Berg – Conny Rundqvist
- Eva Melander – Helena
- Amy Deasismont – Diana
- Måns Nathanaelson – Hasse
- Joakim Sällquist – Musse
- Dejan Čukić – Norinder
- Sissela Benn – Mimmi
- Magnus Sundberg – Jorma
- Shirin Golshin – Ayla
- Paloma Winneth – Camilla
- Peter Gardiner – Josef
- Björn Skifs – Sig själv (cameoroll)